# Exit Music (For a Film)
"Exit Music (For a Film)" is een nummer van de Britse band Radiohead. Het nummer werd uitgebracht als de vierde track op hun studioalbum OK Computer uit 1997.

## Achtergrond
"Exit Music (For a Film)" is geschreven door alle groepsleden en geproduceerd door de band in samenwerking met Nigel Godrich. Het nummer werd specifiek geschreven voor de credits van de film Romeo + Juliet uit 1996. Op verzoek van zanger Thom Yorke verscheen het niet op de soundtrack van de film, maar op het album OK Computer van Radiohead een jaar later. De muziek van het nummer was geïnspireerd door de Prelude no. 4 in E mineur van Chopin.
Het moment in de film waarop Juliet een pistool tegen haar hoofd houdt vormde de inspiratie voor "Exit Music (For a Film)". Yorke had ook de filmversie uit 1968 in zijn hoofd bij het schrijven. Hij vertelde hierover: "Ik zag de versie van Zeffirelli toen ik dertien was en ik moest ontzettend huilen, omdat ik niet begreep waarom, de ochtend nadat zij het met elkaar deden, zij niet gewoon wegrenden. Het nummer is geschreven voor twee mensen die weg zouden moeten rennen voordat er slechte dingen gebeuren. Een persoonlijk nummer."
"Exit Music (For a Film)" is een somber en rustig nummer, maar bouwt op naar een groot climax. In live-optredens worden de vreemde geluiden gerecreëerd door Jonny Greenwood die zijn gitaar met een munt bespeelt. In de studioversie ontstonden deze geluiden door een opname van spelende kinderen achteruit af te spelen. De tekst van het nummer gaat over een persoon die een geliefde aanspreekt terwijl zij zich voorbereiden om te ontsnappen.
"Exit Music (For a Film)" is een jazzstandard geworden nadat het werd gecoverd door jazzpianist Brad Mehldau op zijn album Songs: The Art of the Trio Volume Three uit 1998. Deze versie werd gebruikt in de film Unfaithful uit 2002. Miranda Sex Garden coverde het voor het tributealbum Anyone Can Play Radiohead uit 2001. Andere covers zijn afkomstig van onder meer Easy Star All-Stars, Christopher O'Riley, Amanda Palmer, Scala & Kolacny Brothers, The String Quartet Tribute en Vampire Weekend. Verder werd de originele versie gebruikt in de laatste aflevering van de televisieserie Father Ted uit 1998 en de film After.Life uit 2009.

## NPO Radio 2 Top 2000
| Nummer met noteringen in de NPO Radio 2 Top 2000 | '20 | '21 | '22 | '23 | '24 |
| ------------------------------------------------ | --- | --- | --- | --- | --- |
| Exit Music (For a Film)                          | 809 | 762 | 584 | 565 | 462 |

1. ↑  Een vetgedrukt getal geeft de hoogste notering aan.
2. ↑  2020 was het eerste jaar met een notering voor dit nummer.